# Gouvernement Goria
 (septembre 2023).
Si vous disposez d'ouvrages ou d'articles de référence ou si vous connaissez des sites web de qualité traitant du thème abordé ici, merci de compléter l'article en donnant les références utiles à sa vérifiabilité et en les liant à la section « Notes et références ».
Ire République italienne
Gouvernement Fanfani VI Gouvernement De Mita
Le gouvernement Goria (Governo Goria) est le gouvernement de la République italienne du 28 juillet 1987 au 11 mars 1988, durant la dixième législature du Parlement.

## Coalition et historique
Dirigé par le nouveau président du Conseil des ministres démocrate-chrétien Giovanni Goria, il était soutenu par une coalition entre la Démocratie chrétienne (DC), le Parti socialiste italien (PSI), le Parti républicain italien (PRI), le Parti socialiste démocratique italien (PSDI), et le Parti libéral italien (PLI), qui réunissaient ensemble 377 élus sur 630 à la Chambre des députés, soit 59,8 % des sièges, et 185 élus sur 315 au Sénat de la République, soit 58,7 % des sièges.
Il a été formé à la suite des élections générales anticipées du 14 juin 1983 et succède au sixième gouvernement d'Amintore Fanfani, soutenu par la seule DC. Il démissionne après le rejet, par la Chambre des députés, du rapport d'exécution du budget de l'État, alors qu'il n'avait pas engagé sa responsabilité sur ce vote. Il est remplacé par le gouvernement de Ciriaco De Mita, soutenu par la même coalition.

## Composition
| Poste                                                                                             | Titulaire | Titulaire                | Parti |
| ------------------------------------------------------------------------------------------------- | --------- | ------------------------ | ----- |
| Président du Conseil des ministres Ministre des Interventions extraordinaires pour le Mezzogiorno |           | Giovanni Goria           | DC    |
| Vice-président du Conseil des ministres Ministre du Trésor                                        |           | Giuliano Amato           | PSI   |
| Ministres sans portefeuille                                                                       |           |                          |       |
| Ministre des Affaires régionales et des Problèmes institutionnels                                 |           | Aristide Gunnella        | PRI   |
| Ministre des Affaires sociales                                                                    |           | Rosa Iervolino           | DC    |
| Ministre de la Coordination des politiques communautaires                                         |           | Antonio La Pergola       | PSDI  |
| Ministre de la Coordination de la protection civile                                               |           | Remo Gaspari             | DC    |
| Ministre de la Coordination des initiatives pour la recherche scientifique et technologique       |           | Antonio Ruberti          | PSI   |
| Ministre de la Fonction publique                                                                  |           | Giorgio Santuz           | DC    |
| Ministre des Problèmes des zones urbaines                                                         |           | Carlo Tognoli            | PSI   |
| Ministre des Relations avec le Parlement                                                          |           | Sergio Mattarella        | DC    |
| Ministres                                                                                         |           |                          |       |
| Ministre des Affaires étrangères                                                                  |           | Giulio Andreotti         | DC    |
| Ministre de l'Intérieur                                                                           |           | Amintore Fanfani         | DC    |
| Ministre des Grâces et de la Justice                                                              |           | Virginio Rognoni         | DC    |
| Ministre du Budget et de la Programmation économique                                              |           | Emilio Colombo           | DC    |
| Ministre des Finances                                                                             |           | Antonio Gava             | DC    |
| Ministre de la Défense                                                                            |           | Valerio Zanone           | PLI   |
| Ministre de l'Instruction publique                                                                |           | Giovanni Galloni         | DC    |
| Ministre des Travaux publics                                                                      |           | Emilio De Rose           | PSDI  |
| Ministre de l'Agriculture et des Forêts                                                           |           | Filippo Maria Pandolfi   | DC    |
| Ministre des Transports                                                                           |           | Calogero Antonio Mannino | DC    |
| Ministre des Postes et des Télécommunications                                                     |           | Oscar Mammì              | PRI   |
| Ministre de l'Industrie, du Commerce et de l'Artisanat                                            |           | Adolfo Battaglia         | PRI   |
| Ministre de la Santé                                                                              |           | Carlo Donat-Cattin       | DC    |
| Ministre du Commerce extérieur                                                                    |           | Renato Ruggiero          | PSI   |
| Ministre de la Marine marchande                                                                   |           | Giovanni Prandini        | DC    |
| Ministre des Participations de l'État                                                             |           | Luigi Granelli           | DC    |
| Ministre du Travail et de la Sécurité sociale                                                     |           | Rino Formica             | PSI   |
| Ministre des Biens culturels et environnementaux                                                  |           | Carlo Vizzini            | PSDI  |
| Ministre du Tourisme et du Divertissement                                                         |           | Franco Carraro           | PSI   |
| Ministre de l'Environnement                                                                       |           | Giorgio Raffalo          | PSI   |